# Козьмин, Иван Иванович
Ива́н Ива́нович Козьми́н (1894-1940) — капитан Рабоче-крестьянской Красной Армии, участник советско-финской войны, Герой Советского Союза (1940).

## Биография
Иван Козьмин родился в 1894 году. Русский.
До призыва в армию работал в финансовых учреждениях Москвы.
В 1939 году Козьмин был призван на службу в Рабоче-крестьянскую Красную Армию. Участвовал в польском походе. Особо отличился во время советско-финской войны, будучи командиром батальона 420-го стрелкового полка 122-й стрелковой дивизии 9-й армии.
В ночь с 8 на 9 декабря 1939 года Козьмин во главе пехотного десанта на танках разгромил финскую засаду около двух рот пехоты в районе Куолоярви (ныне — в черте Кандалакши). В тот же день батальон Козьмина активно участвовал в штурме Куолоярви. 31 декабря 1939 года Козьмин во главе разведгруппы уничтожил 7 финских солдат, захватил станковый пулемёт и важного пленного. 4 января 1940 года Козьмин погиб в бою на Кандалакшском направлении.
Первичное место захоронения: п. Куолоярви.
Место захоронения: Кандалакшский р-н, с.п. Алакуртти
Захоронение: 33116033

## Награды
- Был награждён Золотыми именными часами Народного комиссариата финансов[6].
- Указом Президиума Верховного Совета СССР от 21 мая 1940 года за «образцовое выполнение боевых заданий командования на фронте борьбы с финской белогвардейщиной и проявленные при этом отвагу и геройство» капитан Иван Козьмин посмертно был удостоен высокого звания Героя Советского Союза. Также посмертно был награждён орденом Ленина[2].